# Ronald Briones
Ronald Elain Briones Legarda (ur. 15 czerwca 2000 w Lago Agrio) – ekwadorski piłkarz występujący na pozycji środkowego pomocnika, od 2021 roku zawodnik Aucas.